# オンガクジェネレーション
『オンガクジェネレーション』は、特別番組としてNHK総合テレビジョンで放送されている日本の音楽番組。初回は、2012年12月21日。番組のコンセプトは、「世代を超える音楽番組」。レジェンドスターとニュースター、二組のゲストが共演。

## 出演者・スタッフ
司会
- 田村淳（ロンドンブーツ1号2号）

ゲスト
- 2012年12月21日
  - 鈴木雅之
  - BENI
- 2013年5月3日
  - 郷ひろみ
  - 平原綾香
- 2013年8月10日
  - 八代亜紀
  - May J.
- 2013年10月25日
  - T.M.Revolution
  - 水樹奈々

語り
- 堀井真吾

## 備考
初回放送は、当初は2012年11月2日に放送する予定だったが諸事情で延期された。
| スタブアイコン | サブスタブ | この項目は、まだ閲覧者の調べものの参照としては役立たない、テレビ番組に関連した書きかけの項目です。この項目を加筆・訂正などしてくださる協力者を求めています（P:テレビ/PJ:放送または配信の番組）。 |